# Håkan Svensson
Alf Tommy Håkan Svensson (ur. 20 stycznia 1970 w Halmstadzie) – szwedzki piłkarz występujący na pozycji bramkarza. 

## Kariera klubowa
Svensson karierę rozpoczynał w 1989 roku w zespole Rydöbruks IF. W 1990 roku został graczem pierwszoligowego klubu Halmstads BK. W 1991 roku spadł z nim do drugiej ligi, jednak rok później awansował z powrotem do pierwszej. W 1995 roku wraz z zespołem zdobył Puchar Szwecji, a w latach 1997 oraz 2000 - mistrzostwo Szwecji. Graczem Halmstadu był przez 13 sezonów.
W kolejnych latach Svensson występował w AIK Fotboll, cypryjskim Enosisie Neon Paralimni, Elfsborgu, BK Häcken oraz w Malmö FF. W 2007 roku zakończył karierę.

## Kariera reprezentacyjna
W 1992 roku Svensson jako członek kadry U-23 wziął udział w Letnich Igrzyskach Olimpijskich, zakończonych przez Szwecję na ćwierćfinale.
W pierwszej reprezentacji Szwecji Svensson zadebiutował 29 stycznia 1998 w zremisowanym 0:0 towarzyskim meczu z Jamajką. W latach 1998–2001 w drużynie narodowej rozegrał 3 spotkania.